# Вероніка Макамо
Пані Вероніка Натаніель Макамо Длгово (13 листопада 1957, Білене, провінція Газа) — мозамбікський політик, міністерка закордонних справ Мозамбіка з 2020 року. З 2010 по 2020 рік вона була президентом Асамблеї Республіки Мозамбік. Почала свою кар'єру політика в провінції Газа як член Організації мозамбікських жінок і досягла піку своєї кар'єри, коли вона стала першою жінкою-президентом Асамблеї після здобуття Мозамбіком незалежності.

## Життєпис
Народилася 13 листопада 1957 року в Білене, провінція Газа. У 1994 році здобула ступінь з юриспруденції в Університеті Едуардо Мондлане. Вона також пройшла курс фізики та математики в цьому ж університеті.
Вона почала працювати у партійних структурах «ФРЕЛІМО» ще до здобуття незалежності, а після того, як Мозамбік став незалежним, працювала в багатьох сферах партії. Вона брала участь у соціальній роботі, працюючи в політичній комісії військово-політичної підготовки в Моамбі з 1975 по 1977 рік, як юридичний радник компаній з 1994 року, радник з питань юстиції з 2005 по 2007 рік, а також як радник з питань юстиції та голова правління Фонду туризму з 2000 по 2009 рік. Вона також працювала з жіночими організаціями, бувши національним секретарем з формування Організації жінок Мозамбіка з 1985 по 1989 рік, вона була обрана почесним членом Організації жінок Мозамбіка та головою жіночого відділу в штаб-квартирі ЦК, з 1994 по 1995 рр. як політик Длгово була обрана до асамблеї в 1999 році від провінції Газа. У 1999 році була обрана віцепрезидентом Національних зборів. У 2004 році вона була обрана членом Панафриканського парламенту від Мозамбіка.
Длгово була обрана першою жінкою-президентом Асамблеї в 2010 році, загалом проголосувавши 192 зі 194. Як голова асамблеї Длгово була сильною особистістю. Вона висловлювала свою думку на теми, пов'язані з політикою в Мозамбіка, і відіграла важливу роль у створенні законів, зокрема законів, що стосуються підліткових шлюбів і жорстокого поводження з дітьми. Вона була переобрана спікером у 2015 році.
17 січня 2020 року президент Філіпе Н'юсі призначив її міністром закордонних справ у своєму новому кабінеті. У травні 2023 року провела переговори з міністром Дмитром Кулебою, де висловила солідарність із Україною на тлі розв'язаної РФ війни та підтримала пропозицію української сторони провести під патронатом міністерств закордонних справ бізнес-форум за участі українського та мозамбікського бізнесу..